# 小野恵美
小野 恵美（おの えみ、1988年〈昭和63年〉2月17日 - ）は、日本のフリーアナウンサー。東京都武蔵村山市出身。かつて、ウェザーニューズ、長野放送、スターダストプロモーションに所属していた。

## 来歴
東京都武蔵村山市出身。東京都立立川高等学校卒業。2010年3月、日本大学文理学部教育学科を卒業。
日本大学在学中からKDDI「EZチャンネル」の動画番組『おは天』の第8期関東エリアキャスターを2008年1月から4月末まで担当し、その後も、2009年4月末から2012年9月までウェザーニューズのSOLiVE24キャスターを担当。
2012年10月1日付で長野放送に経験者採用で入社。2015年9月30日付で長野放送を退社。10月1日付でスターダストプロモーションに所属。
2016年2月1日に名前の表記を「英美」から「恵美」に変更した。
2018年7月24日、インスタグラムおよびオフィシャルブログを更新し、「私事ではありますが、この度、7月22日に結婚いたしました事をご報告させていただきます。主人は同世代の一般男性です。」と報告。「私は、これからもお仕事を続けます。まだまだ未熟ではございますが、より一層努力して参りますので、何卒よろしくお願い致します。」とつづった。
2020年9月30日をもって、スターダストプロモーションを退所した事をSNSで報告した。

## 人物
- 高校生時代は吹奏楽部でトロンボーンを担当していた。
- 大学ではダンスサークルに所属し、おは天オーデションでは、チアダンスを披露した。

## 出演番組

### ウェザーニューズ時代
- KDDI EZチャンネル おは天 関東エリア担当 （2008年1月1日-4月30日）
- ウェザーニューズ「SOLiVE24」

### 長野放送時代
- 「ほほ笑みチャンネル」MC（2013年4月6日〜2015年9月26日、メインMC担当）[4]
- 「土曜はこれダネッ!」レポーター、お天気担当（2012年10月27日から随時担当、翌年1月12日から6月29日までレギュラー担当、2013年7月6日から特集担当となり随時出演）[5]
- 「いちおし∞」MC（2012年11月12日〜、レギュラー担当）
- 「NBSだより」MC（2012年11月17日〜2013年3月30日終了、レギュラー担当）
- 「BANGミ〜ヨぷらす」MC（2012年11月1日〜、随時担当）
- 「暮らしのターミナル」MC（2012年11月5日〜、毎週月曜日、火曜日担当）
- 「NBSニュース」（2012年11月20日〜、随時担当）
- 「スマイル・これダネッ!」（NBS・NST新潟総合テレビの共同制作の特別番組）
  - 2012年「全国オモロうまい道の駅グランプリ」（2012年10月26日放送）

スタジオ試食料理を運ぶアシスタント（4回登場、台詞なし）
- 「家族でエンジョイ!スノーリゾート信州」リポーター（2013年2月9日:長野放送、2013年2月23日:BSフジ）

長野放送制作の30分番組。BSフジで放送されたことにより全国デビューした。
- 「国分太一のおさんぽジャパン」（フジテレビ系列）

軽井沢をロケ中だった小野アナを含む長野放送一行に偶然、同じくロケ中だった国分太一隊が遭遇。その模様が放送され、思わぬ形での全国登場となった（2013年7月12日放送）。
- 「わがまま!気まま!旅気分信州・野沢温泉遊んで食べて元気旅」（長野放送にて2014年1月25日、同日BSフジで全国放送）

元シブがき隊の布川敏和をゲストに迎え、野沢温泉、野沢菜、野沢温泉スキー場などを紹介。

### スターダストプロモーション時代
- チャージ730!（テレビ東京）リポーター（2016年1月18日 - ）
- 女優カメレオン（日本テレビ）元地方局アナとして出演（2016年3月3日）
- インフォミーヨ（長野放送）リポーター（2016年3月12日）
- AbemaWaveサタデーナイト(2016年7月16日 - 2017年7月1日、AbemaTV)
- 芸能もういっちょ（auヘッドライン、聞き手、2016年7月29日 - ）松原江里佳との交代制で、ランダムに出演
- アイドルもういっちょ（au ヘッドライン、聞き手、2016年8月26日 - 2016年10月30日）五戸美樹ないしは松原江里佳との交代制で、ランダムに出演
- けやき坂アベニュー（AbemaTV、2017年10月8日[6] - 2018年4月1日）
- YOKOHAMA My Choice!（FMヨコハマ、2018年4月 - 2019年7月[7][8]）